# Lumbricillus pseudominutus
Lumbricillus pseudominutus är en ringmaskart som beskrevs av Timm 1988. Lumbricillus pseudominutus ingår i släktet Lumbricillus och familjen småringmaskar. Inga underarter finns listade i Catalogue of Life.